# Lomaita darlingtoni
Lomaita darlingtoni Bryant, 1948 è un ragno appartenente alla famiglia Linyphiidae.
È l'unica specie nota del genere Lomaita.

## Etimologia
Il nome del genere deriva dalla località di rinvenimento dell'esemplare, mentre il nome della specie è il onore del collezionista Darlington, attivo negli anni trenta dello scorso secolo su tutto l'arco delle Antille.

## Distribuzione
La specie è stata rinvenuta sull'isola Hispaniola, appartenente alle Grandi Antille; nei pressi di Loma Viega, nella Cordigliera centrale.

## Tassonomia
Questa specie è stata attribuita alla famiglia Mysmenidae da uno studio dell'aracnologo Brignoli (1983c); successive analisi del 2007 dell'aracnologo Miller hanno dato modo di assegnare in via definitiva questa specie ai linifidi.
Dal 2008 non sono stati esaminati altri esemplari, né sono state descritte sottospecie al 2012.